# Lista localităților din Slovenia
Această pagină conține o listă de liste de localități din Slovenia, ordonate alfabetic. La 1 iulie 2014 în Slovenia erau 6035 de localități.
Liste de localități:
- Lista localităților din Slovenia (A)
- Lista localităților din Slovenia (B)
- Lista localităților din Slovenia (C)
- Lista localităților din Slovenia (Č)
- Lista localităților din Slovenia (D)
- Lista localităților din Slovenia (E)
- Lista localităților din Slovenia (F)
- Lista localităților din Slovenia (G)
- Lista localităților din Slovenia (H)
- Lista localităților din Slovenia (I)
- Lista localităților din Slovenia (J)
- Lista localităților din Slovenia (K)
- Lista localităților din Slovenia (L)
- Lista localităților din Slovenia (M)
- Lista localităților din Slovenia (N)
- Lista localităților din Slovenia (O)
- Lista localităților din Slovenia (P)
- Lista localităților din Slovenia (R)
- Lista localităților din Slovenia (S)
- Lista localităților din Slovenia (Š)
- Lista localităților din Slovenia (T)
- Lista localităților din Slovenia (U)
- Lista localităților din Slovenia (V)
- Lista localităților din Slovenia (Z)
- Lista localităților din Slovenia (Ž)